# Джачано кон Барукела
Джача̀но кон Барукѐла (на италиански: Giacciano con Baruchella; на венециански: Giaciano con Barucheła, Джачано кон Барукела) е и община в Северна Италия, провинция Ровиго, регион Венето. Разположена е на 14 m надморска височина. Населението на общината е 2236 души (към 2012 г.).
Административен център на общината е село Барукела (Baruchella).